# Zutabe
Zutabe ("pilar", en basc) és el butlletí intern de l'organització armada basca ETA.
Nascut a partir de la desaparició de Zutik ("en peu", en basc) en 1978, que havia començar a publicar-se el 1962, es fa servir per distribuir objectius i informació entre els seus membres i ha estat la font de dades utilitzades per la policia nombroses vegades per reprimir les seves accions. Les darreres edicions conegudes són la 112 de setembre del 2007 i el 113, d'abril de 2011.